# 波塔利伊夫卡
51°4′11″N 29°48′54″E / 51.06972°N 29.81500°E
波塔利伊夫卡（烏克蘭語：Поталіївка）是位於烏克蘭北部的村莊，由基辅州维什霍罗德区的伊萬基夫市鎮負責管轄。該村面積1.25平方公里，海拔高度135米，2001年人口174，人口密度每平方公里139.2人。